# Partido Democrático Campesino Sterista
El Partido Democrático Campesino Sterista (Rumano: Partidul Țărănesc-Democrat–Stere, PȚD–Stere) fue un partido político en Rumania.

## Historia
El partido fue establecido por Constantin Stere después de que dejó el Partido Nacional Campesino. En las elecciones de 1931. El PȚD–Stere entró en una alianza con la Liga contra la Usura (LCC). La alianza recibió 2.8% de los votos, ganando seis asientos en la Cámara de Diputados. La LCC tomó un asiento y el PTD–Stere tomó cinco. El partido participó sólo en las elecciones de 1932, recibiendo 1.4% del sufragio y perdiendo los cinco asientos. Después se fusionó al Partido Radical Campesino al año siguiente.